# Божидар Банићевић
Божидар Банићевић (Велимље, 25. јул 1925 – Београд, 6. децембар 2011) био је српски и југословенски хематолог, члан Aкадемије медицинских наука Српског лекарског друштва од 1983, и професор Медицинског факултета Универзитета у Београд.

## Биографија
Рођен 25. јула 1925. године у Велимљу код Никшића. Основну школу је завршио у Грахову, а гимназију у Никшићу. На Медицинском факултету Универзитета у Београду дипломирао је 1954. године. Запослио се на Интерној клиници А 1956. године и почео специјализацију из интерне медицине. Специјалистички испит је положио 1961. године с одличном оценом. На Интерној клиници А и потом на Институту за хематологију Клиничког центра Србије, који је основан спајањем хематолошких одељења бивших интерних клиника А и Б, прошао је пут од лекара на специјализацији, преко клиничког лекара, до места начелника одељења. Професор Банићевић је радио на Клиници у време када су се постепено формирала специјализована одељења. Определио се најпре за хепатологију и хематологију, као један од најближих сарадника академика Станоја Стефановића. Од 1966. до 1968. године боравио је на стручном усавршавању у Стразбуру (Француска), где је изучавао метаболизам фенола код болесника са цирозом јетре и портокавном енцефалопатијом. Године 1970. и 1972. ова испитивања је проширио на пароксифенолске киселине и њихов утицај на настанак хепатичке коме. То су била прва испитивања ове врсте у то време, како у Француској, тако и у Европи. Касније се коначно посветио хематологији. Нарочито се бавио лимфопролиферативним болестима. Из те области је неколико пута био на студијским боравцима у болницама Saint Louis и Paul Brousse у Паризу. Угледни стручњак из области хематологије био је ангажован и у раду Републичке комисије за онкохематологију. Године 1963. написао је хабилитациони рад Ендогени и егзогени чиниоци у настанку и учесталости леукемија. Докторску дисертацију под насловом Значај фенолских тела у хепатичкој инсуфицијенцији и портокавној енцефалопатији оболелих од цирозе јетре одбранио је 1976. године на Медицинском факултету Универзитета у Београду. У звање асистента за предмет Интерна медицина на Медицинском факулету Универзитета у Београду изабран је 1964. године, за доцента 1973, ванредног професора 1978, а у звање редовног професора 1983. године. Држао је наставу не само студентима на основним студијама већ и последипломцима из имунологије, онкологије, трансфузиологије, гастроентерологије, пулмологије, интерне и опште медицине. Од 1986. до 1990. године био је шеф Катедре за последипломску наставу из хематологије и члан комисија за полагање специјалистичких испита из интерне медицине и супспецијалистичких испита из хематологије, онкологије и трансфузиологије. Обављао је бројне дужности на Медицинском факултету, а између осталог, био је члан Већа за последипломску наставу и члан Скупштине Факултета. Професор Банићевић је био ментор у изради четири докторске дисертације и магистарске тезе и члан комисија за одбрану 19 докторских и 18 магистарских радова.
Публиковао је 226 радова, од којих 32 рада у међународним часописима. Одржао је бројна предавања из области интерне медицине, нарочито хематологије. Коаутор је уџбеника Специјална клиничка физиологија, Интерна медицина и Хематологија, уредника професора др Станоја Стефановића, Гастроентерологија, уредника Јована Теодоровића, уџбеника Интерна медицина, у издању Катедре за интерну медицину Медицинског факултета Универзитета у Нишу, и Медицинског лексикона. С енглеског језика је превео део уџбеника Интерна медицина од Cecil-a и Ендокринологија од Williams-а. Био је рецензент неколико књига и бројних стручних чланака за Српски архив за целокупно лекарство и Билтен за трансфузиологију. Руководио је пројектима Савремена дијагностика и лечење лимфопролиферативних болести и Дефицит имунитета у малигним болестима крви, које је финансирала Републичка заједница науке и из којих је објавио бројне стручне радове. Проф. Банићевић је био дугогодишњи члан Српског лекарског друштва и Удружења хематолога Југославије. Био је веома активан члан Секције за хематологију Српског лекарског друштва, секретар и председник ове секције од 1980. до 1984. године. Од 1985. године био је редовни члан Научног друштва за историју здравствене културе Србије. Од 1979. до 1984. године био је секретар Уређивачког одбора часописа Српски архив за целокупно лекарство. Био је и дугогодишњи члан Уређивачког одбора Билтена за трансфузиологију. За члана Медицинске академије, касније Академије медицинских наука Српског лекарског друштва, изабран је 1983. године. Био је члан Секретаријата Научне групе за интерну медицину. Редовно је присуствовао састанцима научне групе и научним скуповима и својим дискусијама допринео њиховом раду. Организовао је с академиком Иваном Спужићем научни скуп Имунологија малигнитета (1993) и био предавач на научном скупу Савремена хемотерапија у клиничкој пракси (1990). За свој дугогодишњи рад у Српском лекарском друштву добио је Захвалницу, Плакету и Повељу и био кандидат за Награду за животно дело. Пензионисан је 1991, у 65. години. После одласка у пензију једно време је држао предавања студентима последипломских студија, а годинама је волонтерски радио у хематолошкој амбуланти у Клиничком центру Србије. Преминуо је 6. децембра 2011. године. Сахрањен је у Београду.